# Буэно, Мария
Мария Эстер Буэно (порт. Maria Esther Bueno; 11 октября 1939, Сан-Паулу — 8 июня 2018, там же) — бразильская теннисистка, обладательница Большого шлема в женском парном разряде (1960) и 19-кратная победительница турниров Большого шлема в одиночном, женском парном и смешанном парном разрядах. Первая ракетка мира (среди любителей) в 1959, 1960, 1964 и 1966 годах. Победительница Панамериканских игр (1963). Член Международного зала теннисной славы с 1978 года.
В 2015 году в честь Марии Буэно был назван центральный корт Олимпийского теннисного центра в Рио-де-Жанейро, построенного к Играм 2016 года.

## Личная жизнь
Мария Эстер Буэно родилась в семье бизнесмена. Её отец и мать играли в теннис (отец на уровне соревнований клубов). Брат Марии, Педро, тоже с раннего детства занимавшийся теннисом, представлял Бразилию в Кубке Дэвиса. Он также был трёхкратным чемпионом Южной Америки среди юниоров, а в 1958 году выиграл студенческий чемпионат США как учащийся Ламар-колледжа.
По настоянию отца Мария получила педагогическое образование.
В 1960-е годы Мария сотрудничала с кутюрье Тедом Тинлингом, создававшим специально для неё более откровенные и вызывающие теннисные костюмы, чем было принято в то время.
После окончания активной карьеры, в 1984 году, Мария была приглашена в состав почётного комитета Кубка Федерации. Впоследствии она выступала в качестве представительницы Международной федерации тенниса (ITF) на детских чемпионатах мира, а также была консультантом в программе по развитию женского тенниса в ЮАР. В 2006 году она начала сотрудничать с бразильским телеканалом SporTV в качестве теннисного комментатора.
Буэно умерла в июне 2018 года, в возрасте 78 лет, в Сан-Паулу от рака ротовой полости.

## Спортивная карьера

### Начало карьеры
Мария начала играть в теннис в шесть лет, в 11-летнем возрасте приняв участие в своём первом турнире. Её официальный сайт сообщает, что подавать она училась по фотографии Билла Тилдена в книге.
Уже в 1954 году Мария выиграла не только юниорский (до 14 лет), но и взрослый теннисный чемпионат Бразилии. В 1955 году она уже представляла страну на Панамериканских играх. В 1957 году она выиграла престижный молодёжный турнир «Orange Bowl» во Флориде, после чего приняла участие в серии турниров в странах Карибского бассейна, где завоевала более десяти титулов. Однако до 1958 года она редко, главным образом в выставочных матчах, встречалась с ведущими теннисистками мира.
Американские соперницы Марии по Карибскому туру предложили ей попробовать свои силы в Европе, куда она отправилась в 1958 году. Там она переезжала из города в город поездом в вагонах второго класса, выигрывая один турнир за другим. В это же время она изучала испанский и английский язык, за которыми последовали французский и итальянский. Победа на турнире означала для неё приглашение на следующее соревнование, с обеспеченным жильём и питанием. Среди прочего, она выиграла чемпионат Италии, а также турниры в Дюссельдорфе, Висбадене и Бристоле. После этого она победила в парном турнире на Уимблдоне, где её партнёршей была Алтея Гибсон.

### Звёздный час: 1959—1960
В 1959 году Мария выиграла свои первые турниры Большого шлема в одиночном разряде: она победила на Уимблдоне и чемпионате США. В конце года агентство Associated Press признало Марию Буэно «спортсменом года». Она также была провозглашена чемпионкой мира, в конце сезона впервые возглавив список десяти сильнейших теннисисток планеты.
Самым успешным в карьере Марии стал следующий, 1960 год. В этом году она выиграла шесть титулов на турнирах Большого шлема. Она вторично выиграла Уимблдон в одиночном разряде, турнир смешанных пар на Открытом чемпионате Франции, но главное, одержала победы на всех четырёх турнирах Большого шлема в женских парах, став таким образом первой в истории обладательницей Большого шлема в женском парном разряде. Её партнёршей в Австралии в этом сезоне была британка Кристин Трумэн, а остальные три турнира Буэно выиграла с Дарлин Хард. Хард также победила её в финале чемпионата США в одиночном разряде, и ещё дважды в этом году Буэно доходила до финала турниров Большого шлема в миксте.
В Бразилии была выпущена марка в честь успехов Марии Буэно и воздвигнута её статуя. Её возвращение домой приветствовали сотни тысяч бразильцев, её встречал лично президент страны. Улицу, где она жила, хотели переименовать в её честь, но это не позволил сделать закон, запрещающий называть улицы в честь живых людей.
Дальнейшим успехам Буэно помешал гепатит, уложивший её в постель на восемь месяцев после чемпионата Франции 1961 года.

### Возвращение: 1962—1965
С февраля 1962 года Буэно возвращается к тренировкам. Значительных побед в одиночном разряде в этом году ей ещё добиться не удалось: она уступила в финале чемпионата Австралии и полуфиналах Уимблдона и чемпионата США и закончила сезон на втором месте в женской табели о рангах после Маргарет Смит-Корт. Но в парах она уже выиграла чемпионат США, сделав это второй раз подряд (не учитывая пропущенный сезон). На следующий год она выиграла Уимблдон в парах и чемпионат США в одиночном разряде (в финале взяла верх над Смит-Корт), снова закончив сезон на втором месте.
В 1964 году Мария Буэно возвращает себе первое место в списке лучших теннисисток мира, победив в третий раз за карьеру в Уимблдонском турнире и в чемпионате США, а во Франции только в финале уступив Смит-Корт. Трёхсетовый финал Уимблдона против Смит-Корт стал одним из легендарных матчей в истории тенниса.
К моменту возвращения Буэно на корты чемпионата Австралии после пятилетнего перерыва в 1965 году она стала испытывать боли в левом колене. В финале турнира её скрутила судорога, и она вынуждена была прервать матч, проигрывая Смит-Корт в третьем, решающем сете. На Уимблдонском турнире она демонстрировала неуверенную, осторожную игру, хотя и смогла дойти до финала в одиночном разряде и победить в парах. Поражение в полуфинале чемпионата США от Билли-Джин Моффитт заставило Буэно пойти на операцию. Операция прошла в конце года и на четыре месяца вывела Марию из строя.

### Последние годы активной карьеры
На первых турнирах после своего второго возвращения Мария Буэно не показывала убедительной игры. Она проиграла во Франции, а затем на Бекнемском турнире, но уже на Уимблдоне дошла до финала, где не смогла противостоять агрессивной игре Билли-Джин Кинг. В паре с американкой Нэнси Ричи она выиграла женский парный турнир, а к чемпионату США уже подошла в полной форме, разгромив Ричи в финале в одиночном разряде и выиграв с ней турнир пар у Кинг и Розмари Казалс.
Когда её давняя соперница Смит-Корт начала сокращать своё участие в соревнованиях, Буэно тоже начала терять интерес к игре. Кроме того, у неё начались проблемы с правым локтем. После Уимблдонского турнира 1967 года, когда она за один день сыграла 120 геймов в следовавших один за другим матчах, она не смогла продолжать выступления и вынуждена была отказаться от участия в чемпионате США. Тем не менее её хватило ещё на один сезон, в конце которого она завоевала свой последний титул на турнирах Большого шлема, победив в Открытом чемпионате США в парном разряде. На этот раз титул с ней разделила Смит-Корт. Но в начале 1969 года проблемы с рукой стали настолько серьёзными, что Мария даже не могла поднять ей стакан воды. Было принято решение об уходе из активного спорта. Врачи сказали ей, что она уже никогда не будет играть.
Буэно смогла доказать, что врачи ошибались. После серии операций она смогла снова нормально действовать рукой и вернулась на корт. В 1974 году она выиграла Открытый чемпионат Японии, получив за победу шесть тысяч долларов — самый большой денежный приз за время выступлений. В 1976 и 1977 годах она вновь выступала на Уимблдоне и в Открытом чемпионате США в одиночном разряде, а в парах продолжала выступления до 1980 года. В эти годы она провела ряд встреч за сборную Бразилии в Кубке Федерации. Ещё до окончания активной карьеры, в 1978 году, её имя было внесено в списки Международного зала теннисной славы.
Всего за карьеру, как указывает её официальный сайт, Мария Буэно выиграла около шестисот турниров всех уровней.

## Участие в финалах турниров Большого шлема (35)

### Одиночный разряд (12)

#### Победы (7)
| Год  | Турнир                  | Покрытие | Соперница в финале     | Счёт в финале |
| ---- | ----------------------- | -------- | ---------------------- | ------------- |
| 1959 | Уимблдонский турнир     | Трава    | Дарлин Хард            | 6-4, 6-3      |
| 1959 | Чемпионат США           | Трава    | Кристин Трумэн         | 6-1, 6-4      |
| 1960 | Уимблдонский турнир (2) | Трава    | Сандра Рейнольдс-Прайс | 8-6, 6-0      |
| 1963 | Чемпионат США (2)       | Трава    | Маргарет Корт          | 7-5, 6-4      |
| 1964 | Уимблдонский турнир (3) | Трава    | Маргарет Корт          | 6-4, 7-9, 6-3 |
| 1964 | Чемпионат США (3)       | Трава    | Кэрол Колдуэлл-Гребнер | 6-1, 6-0      |
| 1966 | Чемпионат США (4)       | Трава    | Нэнси Ричи             | 6-3, 6-1      |

#### Поражения (5)
| Год  | Турнир                  | Покрытие | Соперница в финале | Счёт в финале       |
| ---- | ----------------------- | -------- | ------------------ | ------------------- |
| 1960 | Чемпионат США           | Трава    | Дарлин Хард        | 4-6, 12-10, 4-6     |
| 1964 | Чемпионат Франции       | Грунт    | Маргарет Корт      | 7-5, 1-6, 2-6       |
| 1965 | Чемпионат Австралии     | Трава    | Маргарет Корт      | 7-5, 4-6, 2-5 отказ |
| 1965 | Уимблдонский турнир     | Трава    | Маргарет Корт      | 4-6, 5-7            |
| 1966 | Уимблдонский турнир (2) | Трава    | Билли-Джин Кинг    | 3-6, 6-3, 1-6       |

### Женский парный разряд (16)

#### Победы (11)
| Год  | Турнир                     | Партнёр            | Соперницы в финале                          | Счёт в финале |
| ---- | -------------------------- | ------------------ | ------------------------------------------- | ------------- |
| 1958 | Уимблдонский турнир        | Алтея Гибсон       | Маргарет Варнер-Блосс Маргарет Осборн-Дюпон | 6-3, 7-5      |
| 1960 | Чемпионат Австралии        | Кристин Трумэн     | Маргарет Корт Лоррейн Кохлан-Робинсон       | 6-2, 5-7, 6-2 |
| 1960 | Чемпионат Франции          | Дарлин Хард        | Патриция Уорд-Хейлз Энн Хейдон-Джонс        | 6-2, 7-5      |
| 1960 | Уимблдонский турнир (2)    | Дарлин Хард        | Сандра Рейнольдс-Прайс Рене Схюрман         | 6-4, 6-0      |
| 1960 | Чемпионат США              | Дарлин Хард        | Дейдра Кэтт Энн Хейдон-Джонс                | 6-1, 6-1      |
| 1962 | Чемпионат США (2)          | Дарлин Хард        | Билли-Джин Моффитт Карен Хантзе-Сасман      | 4-6, 6-3, 6-2 |
| 1963 | Уимблдонский турнир (3)    | Дарлин Хард        | Маргарет Корт Робин Эбберн                  | 8-6, 9-7      |
| 1965 | Уимблдонский турнир (4)    | Билли-Джин Моффитт | Франсуаза Дюрр Жанин Лиффриг                | 6-2, 7-5      |
| 1966 | Уимблдонский турнир (5)    | Нэнси Ричи         | Маргарет Корт Джуди Тегарт                  | 6-3, 4-6, 6-4 |
| 1966 | Чемпионат США (3)          | Нэнси Ричи         | Розмари Казалс Билли-Джин Кинг              | 6-3, 6-4      |
| 1968 | Открытый чемпионат США (4) | Маргарет Корт      | Розмари Казалс Билли-Джин Кинг              | 4-6, 9-7, 8-6 |

#### Поражения (5)
| Год  | Турнир              | Партнёр      | Соперницы в финале                  | Счёт в финале  |
| ---- | ------------------- | ------------ | ----------------------------------- | -------------- |
| 1958 | Чемпионат США       | Алтея Гибсон | Джин Арт Дарлин Хард                | 6-2, 3-6, 4-6  |
| 1959 | Чемпионат США (2)   | Салли Мур    | Джин Арт Дарлин Хард                | 2-6, 3-6       |
| 1961 | Чемпионат Франции   | Дарлин Хард  | Сандра Рейнольдс-Прайс Рене Схюрман | без игры       |
| 1963 | Чемпионат США (3)   | Дарлин Хард  | Маргарет Корт Робин Эбберн          | 6-4, 8-10, 3-6 |
| 1967 | Уимблдонский турнир | Нэнси Ричи   | Розмари Казалс Билли-Джин Кинг      | 11-9, 4-6, 2-6 |

### Смешанный парный разряд (7)

#### Победа (1)
| Год  | Турнир            | Партнёр  | Соперники в финале           | Счёт в финале |
| ---- | ----------------- | -------- | ---------------------------- | ------------- |
| 1960 | Чемпионат Франции | Боб Хоуи | Энн Хейдон-Джонс Рой Эмерсон | 1-6, 6-1, 6-2 |

#### Поражения (6)
| Год  | Турнир                  | Партнёр          | Соперники в финале                | Счёт в финале   |
| ---- | ----------------------- | ---------------- | --------------------------------- | --------------- |
| 1958 | Чемпионат США           | Алекс Ольмедо    | Маргарет Осборн-Дюпон Нил Фрейзер | 3-6, 6-3, 7-9   |
| 1959 | Уимблдонский турнир     | Нил Фрейзер      | Дарлин Хард Род Лейвер            | 4-6, 3-6        |
| 1960 | Уимблдонский турнир (2) | Боб Хоуи         | Дарлин Хард Род Лейвер            | 11-13, 6-3, 6-8 |
| 1960 | Чемпионат США (2)       | Антонио Палафокс | Маргарет Осборн-Дюпон Нил Фрейзер | 3-6, 2-6        |
| 1965 | Чемпионат Франции       | Джон Ньюкомб     | Маргарет Корт Кен Флетчер         | 4-6, 4-6        |
| 1967 | Уимблдонский турнир (3) | Кен Флетчер      | Билли-Джин Кинг Оуэн Дэвидсон     | 6-3, 2-6, 13-15 |

## Статистика выступлений в турнирах Большого шлема

### Одиночный разряд
| Турнир              | 1958 | 1959 | 1960 | 1961 | 1962 | 1963 | 1964 | 1965 | 1966 | 1967 | 1968 | 1969—1975 | 1976 | 1977 | Итого  |
| ------------------- | ---- | ---- | ---- | ---- | ---- | ---- | ---- | ---- | ---- | ---- | ---- | --------- | ---- | ---- | ------ |
| Чемпионат Австралии | A    | A    | 1/4  | A    | A    | A    | A    | Ф    | A    | A    | A    | A         | A    | A    | 0 / 2  |
| Чемпионат Франции   | 1/2  | 1/4  | 1/2  | 1/4  | A    | A    | Ф    | 1/2  | 1/2  | 1/4  | 1/4  | A         | 2R   | A    | 0 / 9  |
| Уимблдонский турнир | 1/4  | П    | П    | A    | 1/2  | 1/4  | П    | Ф    | Ф    | 4R   | 1/4  | A         | 3R   | 4R   | 3 / 12 |
| Чемпионат США       | 1/4  | П    | Ф    | A    | 1/2  | П    | П    | 1/2  | П    | A    | 1/2  | A         | 3R   | 2R   | 4 / 9  |